# Panellus glutinosus
Panellus glutinosus är en svampart som beskrevs av Corner 1986. Panellus glutinosus ingår i släktet Panellus och familjen Mycenaceae.   Inga underarter finns listade i Catalogue of Life.